# Nathalie Petrowski
Nathalie Petrowski (née à Paris le 2 janvier 1954) est une critique et journaliste canadienne, auteure et scénariste. 

## Biographie
Née le 2 janvier 1954 à Paris en France, Nathalie Petrowski est la fille de l'agent de distribution de film de l'Office national du film du Canada et réalisateur André Petrowski et de la journaliste culturelle, romancière, animatrice-recherchiste et spécialiste du cinéma, Minou Petrowski,.
Après son secondaire au Collège international Marie-de-France, elle obtient un DEC en Lettres et cinéma du Cégep de Saint-Laurent et un baccalauréat en Communications du Collège Loyola de l'Université Concordia.
Elle commence sa carrière de journaliste en 1975 pour le compte du Journal de Montréal. En 1976, elle va au quotidien Le Devoir, où elle travaille durant 15 ans, dans la section culturelle. Elle est ensuite chroniqueuse pour le journal La Presse, où elle travaille de septembre 1992 à décembre 2018, et participe à des débats autant à la télévision qu'à la radio. 
Elle est reconnue pour son franc-parler.

## Écrits
- Un été à No Damn Good, roman, Boréal, 2016, 288p.  (ISBN 978-2-7646-2434-0)
- Notes de la salle de rédaction, Éditions coopératives Albert Saint-Martin, 1983, 310 p., 23 cm  (ISBN 2-8903-5069-X)
- Il restera toujours le Nebraska, roman, Boréal, 1990, 326 p., 22 cm  (ISBN 2-8905-2360-8)
- Maman Last Call, Boréal, 1995, 133 p., 22 cm  (ISBN 2-8905-2707-7)
- avec André Petrowski, Jean-Claude Lauzon, le poète, Montréal : Art global, 2006  (ISBN 2-9207-1899-1 et 978-2-9207-1899-9)
- La critique n'a jamais tué personne : mémoires, Éditions La Presse, Collection :	biographie, 2019.
- La vie de ma mère, Éditions La Presse, 2023.

## Radio
- Le décompte de l'actualité, CKAC
- Collaboratrice d'actualité à l'émission de Christiane Charette, (Première chaine)
- Collaboratrice (invitée d’honneur) à La soirée est encore jeune

## Cinéma

### Réalisation
- 1988 : Un cirque en Amérique documentaire de l'Office national du film du Canada sur le Cirque du Soleil

### Scénarisation
- 1991 : Le Complexe d'Edith (avec Joanne Arseneau)
- 2005 : Maman Last Call
- 2009 : Gerry adaptation de la biographie de Mario Roy

## Télévision

### Scénarisation
- 1993 : Zap
- 2001 : Tribu.com, coscénariste
- 2007 : Miss Météo 1
- 2009 : Miss Météo 2

### Animation et chroniques
- A première vue avec René Homier-Roy (Radio-Canada)
- La grande visite avec Daniel Pinard (Radio-Canada)
- Coup d'œil, (Radio-Canada)
- 1976 : Bon Dimanche (TVA)
- 1978 : L'Heure de Pointe (Radio-Canada)
- 1989-1992 : La bande des six (Radio-Canada)
- 2005-2009 : Projection privée (ARTV)
- 2009-2011 : Six dans la cité (Radio-Canada)

## Citations
- « Le malheur, dans le fond, n'est rassurant que lorsqu'il est partagé par la collectivité », extrait de Il restera toujours le Nebraska.

## Prix et décorations
- 1981 - Prix Jules-Fournier, contribution à la qualité de la langue française
- 1983 - Prix Judith-Jasmin, catégorie presse écrite
- 1984 - Prix Molson du journalisme en loisir
- 2006 - Nomination dans la catégorie du scénario adapté pour Maman Last Call aux Prix Génie